# Julie Ertz
Julie Beth Ertz (født 6. april 1992), født Johnston,er en amerikansk fodboldspiller, der har vundet verdensmesterskabet med USA i 2015. Hun spiller for Chicago Red Stars i National Women's Soccer League (NWSL), der er den bedste række i kvindefodbold i USA. Hun fik debut på USAs landshold i en venskabskamp mod Skotland den 9. februar 2013.